# 2014 у науці
Організацією Об'єднаних Націй 2014 рік оголошено Міжнародним роком сімейних фермерських господарств та кристалографії.

## Події

### Січень
- 5 січня:
  - Індія з космодрому на острові Шрихарикота вперше успішно запустила комунікаційний супутник за допомогою ракети-носія з кріогенним двигуном GSLV-D5 власного виробництва[2]; раніше Індія купувала двигуни для ракет у Росії.
  - Група астрофізиків виявила потрійну систему зірок PSR J0337+1715[en], будова якої дає змогу з високою точністю перевірити принцип еквівалентності Загальної теорії відносності Ейнштейна[3].
- 7 січня:
  - Компанія Intel представила міні-комп'ютер «Edison» розміром із SD-карту[4], оснащений двоядерним x86-сумісним процесором Quark (400 МГц) та вбудованими модулями Wi-Fi і Bluetooth LE (Low Energy).
  - Група археологів із Пенсільванського університету виявила гробницю фараона Себекхотепа I[5].
- 11 січня — в еоценових відкладах бельгійського містечка Дормааль знайдено залишки Dormaalocyon latouri, найдавнішого представника ряду хижих ссавців[6].
- 20 січня — опубліковано спостереження японських вчених за кульовою блискавкою, вперше вдалося отримати її спектр, відзняти появу та розвиток[7].

### Лютий
- 6 лютого — астрономи виявили найдавнішу зорю SMSS J031300.36-670839.3, відому на даний момент науці. Її вік оцінюють в 13,7 млрд років[8].
- 12 лютого — після розшифрування геному залишків представників культури Кловіс вчені зʾясували, що сучасні індійці, які мешкають як у Північній, так і Південній Америці, є нащадками представників цієї культури[9].
- 26 лютого — колектив вчених, які працюють із даними телескопу «Кеплер», повідомили про відкриття 715 планет[10].

### Березень
- 3 березня — антропологи з'ясували, що мова неандертальців була подібна до сучасних Homo sapiens[11].
- 17 березня — американські дослідники з робочої групи Гарвард-Смітсонівського астрофізичногоцентру і телескопу BICEP2 на Південному полюсі повідомили про виявлення слідів гравітаційних хвиль. Таким чином, вперше було отримано експериментальні підтвердження хаотичної теорії інфляції[12].
- 21 березня — британські вчені представили матеріал Vantablack, який має набільш чорне забарвлення серед матеріалів у світі[13].
- 26 березня — старт космічного корабля Союз TMA-12M до Міжнародної космічної станції[14].

### Квітень
- 4 квітня — вчені, які досліджують дані з космічного апарата Кассіні, підтвердили, що в районі південного полюсу супутника Сатурна Енцелад під товстим шаром льодової кори існує водяний океан[15].
- 8 квітня — після 12 років, 6 місяців і 12 днів на ринку «Windows XP» досяг кінця життєвого циклу: «Microsoft'» припинив підтримку операційної системи[16].
- 18 квітня — вчені з Німеччини і Колумбії навели підтвердження на користь приналежності мови карабайо до тикуна-юрійської сім'ї[17].
- 24 квітня — палеонтологи відкрили найстародавніший вид птеродактилів, відомий науці — Kryptodrakon progenitor[18].
- 25 квітня — за допомогою телескопів WISE і Спітцер було виявлено найхолодніший коричневий карлик WISE 0855–0714 серед відомих науці — температура його поверхні складає від мінус 45 до мінус 13 °C[19].

### Травень
- 1 травня — вчені з Центру з вивчення важких іонів ім. Гельмгольца в Дармштадті підтвердили існування 117-го элемента, синтезувавши 7 ядер[20].
- 12 травня — у Німеччині завершено будівництво найбільшого у світі стеларатора Wendelstein 7-X[21].
- 13 травня — археологи повідомили про виявлення Санта-Марії — флагманського корабля, на якому Христофор Колумб у 1492 році відкрив Америку[22].
- 17 травня — в Аргентині палеонтологи виявили скамʾянілі кістки динозавра, якого вважають найбільшим знайденим донині живим організмом, який існував на суходолі[23].
- 28 травня — старт космічного корабля «Союз TMA-13M» до Міжнародної космічної станції[24].
- 29 травня — компанія «SpaceX» у своїй штаб-квартирі в каліфорнійському Готорні представила версію космічного корабля «Dragon V2», призначеного для перевезення на Міжнародну космічну станцію і назад до семи астронавтів[25].

### Червень
- 4 червня — астрономи ідентифікували об'єкт Торна — Житков. Це гібрид червоного надгіганта та нейтронної зорі, існування його вперше було теоретично огрунтовано у 1975 році[26].
- 16 червня — відповідно до нових результатів досліджень, гіподинамія підвищує ризик захворювання раком[27].
- 23 червня — за даними НАСА, з великою ймовірністю азот Титана (супутник Сатурна) не має спільного походження з Сатурном, а виник із матеріалу Хмари Оорта у поєднанні з кометами[28].
- 30 червня — НАСА святкує десятинне дослідження Сатурна та його супутників за допомогою космічного апарата «Кассіні — Гюйгенс»[29].

### Липень
- 4 липня — відкрито одну з найхолодніших екзопланет — OGLE-2013-BLG-0341LB b. Передбачають, що температура на ній досягає −213 °C[30].
- 9 липня — з космодрому Плесецьк запущено новітню російську екологічно чисту ракету-носій легкого класу «Ангара-1.2ПП»[31], перший російський носій власної розробки з модульною структурою.
- 27 липня — вченими зі Стенфорда вперше було створено сонячні батареї, що самоохолоджуються[32]
- 29 липня — опубліковано статтю про парадоксальне явище в квантовій механіці, що отримало назву квантовий «Чеширський кіт», суть якого полягає в тому, що квантова система при певних умовах може повести себе так, якби її частки та властивості розділено в просторі[33][34]. Іншими словами, обʾєкт може бути віддалений від своїх власних властивостей[33].
- 30 липня — у результаті досліджень геному людини генетики зʾясували, що тільки 8,2 % ДНК людини є функціональними[35].

### Серпень
- 6 серпня
  - Космічний зонд «Розетта» після десятирічної подорожі в Сонячній системі досяг комети Чурюмова — Герасименко та вийшов на її орбіту[36] [37].
  - На Оглядовому телескопы ДВТ в обсерваторії Паранал у Чилі отримано детальне зображення галактики Мессьє 33[38].
- 20 серпня — російські космонавти повідомили, що виявили морський планктон на зовнішній поверхні вікна Міжнародної космічної станції та не змогли пояснити його походження[39].
- 25 серпня — космічний апарат «Нью-Горайзонс», що рухається до Плутона, перетнув орбіту Нептуна[40].

### Вересень
- 2 вересня — рівень сучасного вимирання видів у 1000 разів швидший, ніж у період до появи людини, згідно з результатами досліджень, опублікованими в журналі Conservation Biology[41].
- 21 вересня — космічний апарат Maven успішно досягнув орбіти Марса[42][43].
- 24 вересня — індійський зонд «Мангальян» успішно виведено на орбіту Марса[44].
- 26 вересня — старт космічного корабля Союз TMA-14M до Межнародної космічної станції з трьома космонавтами на борту[45].

### Жовтень
- 2 жовтня — вперше виявлено квазічастинку ферміон Майорани, яку до цього вважали гіпотетичною[46].
- 17 жовтня — британські астрофізики повідомили про виявлення свідоцтва виробництва в ядрі Сонця аксіонів — кандидатів у елементарні частинки темної матерії[47].
- 19 жовтня — комета C/2013 A1 (Сайдинг Спрінг) пройшла на відстані 140 тисяч км від поверхні Марса[48].
- 23 жовтня — часткове сонячне затмнення[en], яке можна було спостерігати у приполярних широтах Північної півкулі[49].

### Листопад
- 12 листопада:
- Спускний апарат «Філи» (ЄКА) здійснив посадку на комету Чурюмова — Герасименко. Перша мʾяка посадка на комету в сторії[50].
- Опубліковано результати досліджень геному 17 найстаріших людей планети. Дослідники не виявили гени, які істотно повʾязані з тривалістю життя[51].
- 24 листопада — космічний корабель «Союз TMA-15M» з трьома космонавтами на борту стартував до міжнародної космічної станції[52].
- Наприкінці місяця розпочалися пробні запуски протонів у детекторі LHCb Великого андронного колайдера[53].

### Грудень
- 1 грудня — завдяки синтетичній біології вперше у всіті було створено штучні ферменти[54].
- 3 грудня — японський космічний зонд «Хаябуса-2» запущено з космодрома Танеґасіма до астероїда 162173 Рюгу[55].
- 5 грудня — НАСА успішно запустило космічний корабель нового покоління «Оріон» з космодрому на мисі Канаверал у штаті Флорида[56].
- 6 грудня — космичний корабель «Нью-Горайзонс» вийшов із режиму гибернації перед зближенням із Плутоном[57].
- 23 грудня — Росія з космодрому Плесецьк здійснила перший випробувальний пуск важкої ракети «Ангара-А5»[58].
- 31 грудня — вчені зʾясували, що жаби Limnonectes larvaepartus[en] не відкладають яйця, а розмножуються шляхом народження пуголовків[59][60].

## Нагороди

### Нобелівська премія
- Премію з фізіології або медицини присуджено Джону О'Кіф, Мей-Бритт Мозер та Едварду Мозер за відкриття просторових клітин мозку, що відповідають за систему орієнтації людини у просторі.
- Премію з фізики присуджено японцям Акасакі Ісаму, Амано Хіросі та Накамура Сюдзі за винахід ефективних блакитних світлодіодів, що привели до появи яскравих та енергозберігаючих білих джерел світла[61].
- Премію з хімії присуджено Вільяму Мернер, Штефану Гелль та Томасу Ліндаль за розвиток флуоресцентної мікроскопії суперроздільної здатності[62].

### Абелівська премія
Яків Сінай (Принстонський університет), за фундаментальний внесок у вивчення динамічних систем, ергодичну теорію і математичну фізику.

### Премія з фундаментальної фізики
- Премія з фундаментальної фізики: Майкл Грін, Джон Шварц
- Премія з рубежів фізики: Джозеф Полчінскі, Майкл Грін, Джон Шварц, Ендрю Стромінгер, Кумрун Вафа
- Премія з нових горизонтів фізики: Фредді Качазо, Шіраз Навал Мінвалла, В'ячеслав Ричков

### Премія Тюрінга
Майкл Стоунбрейкер за фундаментальний внесок у принципи та практики, що лежать в основі сучасних систем керування базами даних.

### Премія Кавлі
- З астрофізики: Алан Гут, Андрій Лінде, Олексій Старобінський — за піонерські роботи в теорії космічної інфляції[64].
- З нанотехнології: Томас Ебсен, Стефан Хелль, Джон Пендрі — за внесок в оптичну мікроскопію та іміджинг[65].
- З неврології — Бренда Мілнер, Джон О'Кіф, Маркус Райхль — за відкриття в мозку спеціалізованих мереж, що відповідають за пам'ять та свідомість[65].

### Міжнародна премія з біології
Пітер Крейн — таксономія і систематика.

### Державна премія України в галузі науки і техніки
14 колективних робіт відзначено Державною премією України в галузі науки і техніки.

### Золота медаль імені В. І. Вернадського Національної академії наук України
Медаль присуджено росіянам В. М. Локтєву та О. О. Абрикосову за видатні досягнення в галузі фізики надпровідності.